# Grupo de Acción Rápida
El Grupo de Acción Rápida (GAR) es una unidad policial antiterrorista especializada en respuesta rápida a emergencias con tácticas de unidad SWAT y está integrada dentro de la Unidad de Acción Rural (UAR) de la Guardia Civil de España. Sus orígenes se remontan a la Unidad Antiterrorista Rural (UAR) formada en abril de 1978.  El Grupo Antiterrorista Rural se creó en 1982 y luego se renombró como Grupo de Acción Rápida. Tiene su sede en Logroño.
Destinado inicialmente a contrarrestar a ETA, desde 1998 se ha reorientado hacia el despliegue internacional, participando en misiones de la OTAN, de la ONU y de la Unión Europea en Bosnia, Kosovo, Afganistán, Líbano, Haití y la República Centroafricana.
Los aspirantes al GAR deben completar más de cinco meses de instrucción y alrededor del 25 y el 30 % completan la formación.

## Historia
La propia génesis del GAR indica claramente que se trata de una unidad especialmente apta para actuar en momentos y situaciones difíciles, ya que su nacimiento, a finales de los años 70, respondió a la necesidad de hacer frente a la gran actividad de la banda armada ETA durante esa década.
El germen del hoy denominado Grupo de Acción Rápida (GAR) es la Unidad de Acción Rural (UAR), creada con una selección de cuarenta guardias civiles de la Comandancia Móvil de Logroño (La Rioja) y que recibió su primera instrucción en la Escuela Militar de Montaña y Operaciones Especiales del Ejército de Tierra en Jaca (Huesca). Posteriormente un nutrido conjunto de voluntarios, tras un período de formación impartido en Argamasilla de Alba (Ciudad Real), iban a engrosar el denominado Grupo Antiterrorista Rural (GAR).
El GAR comienza su andadura en febrero del año 1980 a raíz del atentado de Ispáster (Vizcaya), cometido por la organización terrorista ETA contra una patrulla de la Guardia Civil y que se salda con un resultado de seis guardias civiles asesinados y dos terroristas muertos.
A lo largo de su historia el GAR ha sido objeto de varias reformas estructurales, operativas y nombre. Se creó en el año 1979 con la entidad de un batallón compuesto por tres compañías. Con la organización en el año 1984 de una cuarta compañía en Álava, se completó su despliegue en cada una de las provincias vascas y Navarra. Posteriormente en el año 1986, se implantaron dos secciones especiales en la Comunidad Foral de Navarra con la misión de cobertura de su línea fronteriza con Francia.
En el año 1991 la Unidad pasa a denominarse Grupo Especial de Seguridad (GES), dependiente de la Agrupación Rural de Seguridad (ARS), con la misma misión e idénticos cometidos que los desarrollados hasta entonces.
La desconexión con la ARS se produce en el año 1997, retoma el acrónimo GAR y pasa a llamarse Grupo de Acción Rural. Tras un breve paréntesis de un año, en 1998 se cambia el nombre por el actual Grupo de Acción Rápida (GAR) y pasa a depender, junto con el Centro de Adiestramientos Especiales (CAE), de la Unidad de Acción Rural (UAR).

## Organización
El GAR, con base en Logroño (La Rioja), depende orgánica, funcional y técnicamente de la Unidad de Acción Rural (UAR), que a su vez depende de la Jefatura de las Unidades Especiales y de Reserva (JUER).
El personal del GAR está encuadrado orgánicamente en cuatro Compañías de Acción Rápida (CAR). Cada una de ellas con tres Secciones, que diariamente realizan  el servicio mediante Patrullas o Equipos.
Las Compañías encuadran dentro de su Plana Mayor los siguientes equipos: cinológico, motos T/T y tiradores de precisión, los cuales complementan notablemente sus capacidades.
Circunstancialmente se forman Fracciones de Acción Rápida (FAR), para el cumplimiento de misiones distintas de la habitual y prioritaria de lucha contra el terrorismo de ETA (impermeabilización de fronteras, cumbres de altos mandatarios, etc.).

## Misión
El GAR tiene como misión primordial la lucha contra el terrorismo apoyando a las Unidades Territoriales y, excepcionalmente, al Servicio de Información de la Guardia Civil. También actúan en otros puntos del territorio nacional y en ocasiones en misiones internacionales, como en la guerra en Kosovo y en la última guerra entre El Líbano e Israel, así como en Haití para mantener el orden público para la correcta distribución de alimentos y otras provisiones entre la población afectada
El GAR también desarrolla otro tipo de cometidos como son dispositivos operativos en vías públicas, reconocimientos, protección de personas, detenciones, etc.

## Cometidos

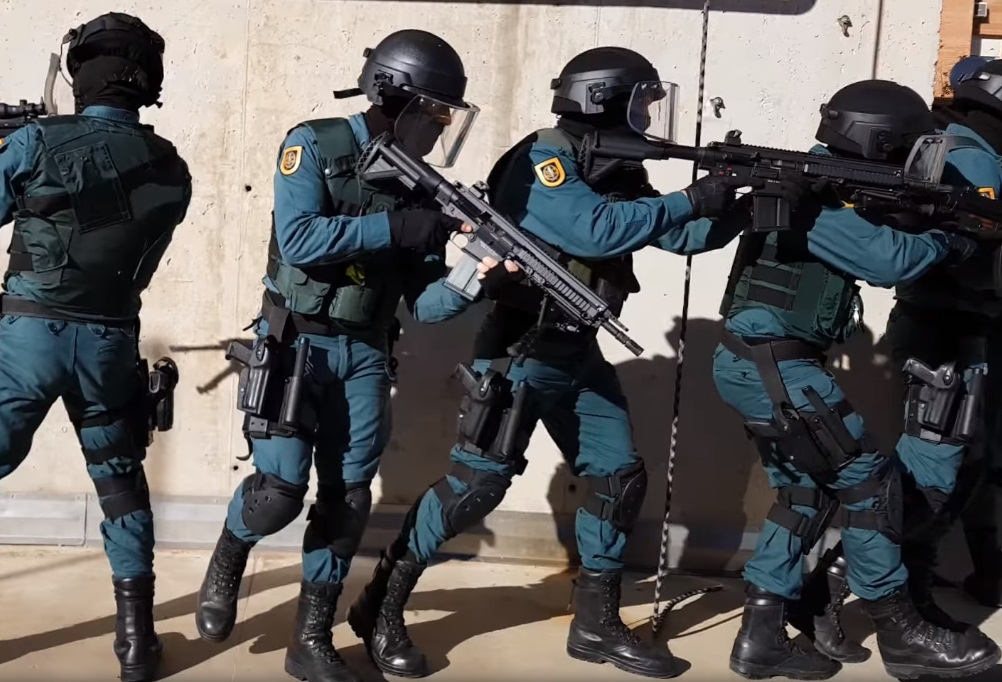
Miembros de la unidad durante la puesta en escena de un vídeo mannequin challenge

El Grupo actúa como refuerzo y apoyo de los servicios de las Unidades territoriales en aquellos cometidos para los que la especialización y versatilidad de su personal los hace especialmente aptos. Actualmente el GAR realiza una gran variedad de servicios entre los que podemos enumerar: dispositivos operativos en vías públicas, reconocimientos de zona, cobertura de fronteras, protección y seguridad de objetivos, apostaderos / observatorios, cercos y batidas, así como intervención en lugares habitados.
El GAR es la Unidad idónea para desarrollar sus capacidades en cualquier punto del territorio nacional e internacional. Su especial preparación le permite desempeñar misiones en un amplio abanico de contextos: alto riesgo, precisen rapidez en su inicio y ejecución, ambiente catastrófico y hostil e intensos y de especial dureza.
La detención de elementos terroristas por parte del GAR es el servicio que más resalta y quizás también el más mediático, pero es preciso destacar a este respecto que ello es posible gracias al perseverante trabajo cotidiano y al esfuerzo no solo del GAR sino también de otras Unidades implicadas.
Igualmente, sus capacidades le permiten realizar misiones en marcos muy diferentes: desde las propias de un cuerpo policial, hasta otras misiones intermedias que se realizan entre  cuerpos policiales y Fuerzas Armadas. Las capacidades en este ámbito serían las siguientes:
- Colaboración con las Fuerzas Armadas de España o extranjeras.
- Como Unidad SWAT independiente o dentro de un contingente de las Fuerzas de Gendarmería de la Unión Europea, ONU u otro Organismo.
- Como Unidad de la Guardia Civil para la protección de altas personalidades y custodia de representaciones diplomáticas.
- Cooperación y asistencia técnica para la formación de policías de otros países en los diferentes campos de acción que desarrolla la Unidad: tiro, protección de personas, control del territorio, actuaciones contraterroristas, etc.
- En general, en misiones policiales en el ámbito de operaciones de gestión de crisis en el exterior: vigilancia y control de fronteras, seguridad ciudadana en ambientes desestabilizados, etc.

El trabajo del GAR como unidad reunida hace que sea idóneo para desempeñar diferentes tipos de misiones en el ámbito internacional, particularmente, en  ambientes catastróficos y hostiles. Ejecutando todas aquellas misiones en las que sea necesario el uso extremo de la fuerza, requieran un control intenso del territorio y supongan una especial preparación por su peligrosidad, dureza y necesidad de medios especiales
Por ello, a partir de finales de la década de los 90 y como reserva especializada de la Guardia Civil, el Grupo es empleado puntualmente para el desarrollo de misiones en el exterior. En países como Afganistán, Bosnia, Haití, Israel, Kosovo y Líbano ha estado presente o permanece actualmente esta Unidad

## Personal
Para acceder al GAR es requisito necesario haber superado con éxito el exigente Curso de Adiestramientos Especiales impartido por el Centro de Adiestramientos Especiales de la Guardia Civil.
La mayor parte de este curso se realiza en el Polígono de Experiencias para Fuerzas Especiales de la Guardia Civil (P.E.F.E.) que está situado en las proximidades de la ciudad de Logroño (La Rioja), y que tiene una extensión de 32 hectáreas, divididas en dos partes, un Centro de Adiestramientos y Experiencias (CAE) y un Campo de Prácticas (CP).
El personal que desee permanecer en el Grupo debe superar anualmente unas pruebas físicas y técnicas, siendo causa general de baja no superar las citadas pruebas anuales y, además para el personal operativo del GAR, al cumplir los 40 años de edad en los empleos de cabos y guardias civiles, y 45 años los Suboficiales.
El personal que forma parte del GAR se encuentra altamente especializado. Posee una considerable cantidad de personal titulado en técnicas que son de gran utilidad para afrontar misiones en diferentes ámbitos: profesores e instructores de tiro, intervención operativa, protección de personas, operaciones internacionales, control de masas, paracaidismo, NRBQ, etc.

## Material
Una de las principales características del GAR es la robustez que le proporciona la gran diversidad de armamento, vehículos, material y equipos, individuales y colectivos, aptos  para gran número de situaciones diferenciadas.

## Hechos relevantes
El trabajo continuo del GAR desde el año 1980 ha hecho que su actividad se haya convertido en un elemento esencial para la lucha contra el terrorismo, participando directamente en la mayor parte de las operaciones y en la detención de los comandos desarticulados en las comunidades autónomas de País Vasco y Navarra. En su servicio ha sufrido 6 atentados terroristas directos, con el resultado de cinco muertos y treinta heridos de diversa gravedad.
Participaron en el dispositivo de seguridad de la boda del Príncipe de Asturias.  y 
Entre 1981 y 2004, el GAR y la UAR han detenido a 341 personas presuntamente relacionadas con ETA y su entorno. Han efectuado 270 registros y localizado una cueva utilizada por ETA para realizar prácticas de tiro en Urnieta (Guipúzcoa). También localizó varios buzones de ETA e incautó explosivos, armamento y documentación relacionada con la banda.
En 1997 participa en la liberación de José Antonio Ortega Lara.
Participación en las tareas de confinamiento y desinfección durante la pandemia de enfermedad por coronavirus de 2020 en España. Durante las primeras semanas, uno de los focos principales se localizó en la localidad riojana de Haro. Para la contención de la enfermedad, se desplegó el GAR en esa localidad, realizando labores de seguridad y desinfección, misión dirigida por el jefe de la Unidad, el teniente coronel Jesús Gayoso Rey desde el cuartel de Logroño. Posteriormente y tras 13 días de ingreso en la UCI, Jesús Gayoso falleció el 27 de marzo de 2020 por el COVID-19.

## Instalaciones de Entrenamiento y Selección
El Centro de Adiestramientos Especiales (CAE) del GAR es un complejo de adiestramiento de la Guardia Civil ubicado en la localidad de Logroño (La Rioja) y encuadrado en la Unidad de Acción Rural (U.A.R.) en donde varios candidatos y aspirantes al cuerpo operativo del GAR son sometidos a pruebas de estrés físico y mental, así como el CAE tendrá la misión de proporcionar los conocimientos y destrezas en:
- Materia de tiro
- Incursiones y paracaidismo
- HUMINT
- Topografía y protección de personas e instalaciones.
- Reconocimiento y técnicas específicas.
- Sabotaje
- Guerra no convencional
- Contraterrorismo

En el Centro de Adiestramientos Especiales se imparte los siguientes cursos:
- Adiestramientos Especiales.
- Profesor e Instructor de Tiro.
- Protección de Personalidades.
- Control de Masas y Ecuestre / Especialista A.R.S.
- Intervención Operativa.
- Operaciones Internacionales.

También se realizan acciones formativas dirigidas entre otros al siguiente personal:
- Grupos Operativos de Seguridad de Presidencia del Gobierno.
- Ministerio de Defensa.
- Fuerzas y Cuerpos de Seguridad.
- Protección Civil.

Primeramente, los aspirantes han de superar las siguientes pruebas físicas para poder acceder al consiguiente Curso de Adiestramientos Especiales (ADE), que serán puntuables y tendrán carácter eliminatorio:
(A)  Fuerza extensora de brazos en 2’  en posición de tierra inclinada.
(B)  Fuerza flexora de brazos en barra, suspensión pura.
(C)  Salto horizontal sin carrera.
(D)  Circuito de agilidad-velocidad.
(E)  Reacción-carrera de velocidad continuada de 200 metros.
(F)  Carrera de 1.000 metros.
(G)  Carrera resistencia de 8.000 metros.
(H)  Natación: 50 metros, estilo libre.
(I) Bucear una distancia de 18 metros.
(J)  Prueba de equilibrio.
Una vez superadas dichas pruebas, se accede directamente al Curso de Adiestramientos Especiales (ADE). La instrucción en el CAE abarca las siguientes materias: escalada, rápel, paracaidismo, buceo, HUMINT, manejo de artefactos explosivos y armas de fuego, conducción táctica de alto rendimiento, transmisiones, orientación, tiro instintivo, defensa personal y combate cuerpo a cuerpo, evasión de aprehensión (incluyendo técnicas para librarse de las esposas y escapar del encarcelamiento), puenteado de vehículos, combate en poblaciones y bosques, emboscadas, protección de convoyes, defensa de puntos sensibles, rescate de prisioneros, topografía, etc.
En la instrucción de los aspirantes al GAR se trata de llevarles hasta una completa extenuación física y psicológica, con objeto de revelar cualquier flaqueza o debilidad de carácter que no se pondría de manifiesto sino en circunstancias muy extremas. Esta resiliencia que requieren los candidatos les ayudaría a no sucumbir ante cualquier tipo de estrés ambiental cuando se hallan en misiones de alto riesgo, poniéndolos de este modo a prueba en sus capacidades resolutivas sin que ningún condicionante externo pueda mermar su estabilidad mental. La instrucción ADE (Adiestramientos Especiales), de una duración aproximada de 6 meses, faculta un amplio espectro de formación en operaciones especiales, estandarizadas con gran similitud en naturaleza militar, para que los candidatos obtengan conocimientos y destreza en dichos campos. Una de las variadas pruebas de resistencia que llevan a cabo los instructores del CAE es someter a los aspirantes del GAR a estar durante días y noches solos a la intemperie, sin más apoyo que la de ellos mismos o la de sus compañeros, en condiciones climáticas extremas de frío o calor, para que los operativos obtengan experiencia en técnicas de supervivencia cuando se hallen en entornos de naturaleza salvaje.
El GAR es capaz de integrarse en contingentes nacionales o multinacionales, desarrollando misiones en escenarios de guerra y operativos bélicos. En el desarrollo de estas misiones el GAR ha participado en Bosnia y Herzegovina, Kosovo, Afganistán, Jerusalén, Haití, Líbano, etc.
El primer curso ADE se realizó en la Escuela Militar de Montaña y Operaciones Especiales de Jaca (Huesca).

## Armamento
Entre el armamento especial de esta unidad se encuentran blindados LINCE, dotados de ametralladoras MG-42, ametralladoras MG4, lanzacohetes C-90 y morteros comando ECIA. Como armamento de dotación individual disponen, entre otros, de fusiles HK-G36 y subfusiles MP-5 además de un amplio abanico de armas cortas.